# 남극빙어과
남극빙어과(Channichthyidae)는 페르카목에 속하는 조기어류과의 일종이다. 남극 주변과 남아메리카 남부의 차가운 바다에서 발견된다. 남극해는 수온이 -1.9°C(해수의 빙점 온도)까지 떨어지지만, 오히려 일정하게 유지된다. 약 25종이 알려져 있다. 먹이로는 크릴, 요각류 또는 기타 작은 물고기를 먹는다. 몸길이는 최대 25–75cm 정도이다.

## 하위 속
- Chaenocephalus
- Chaenodraco
- Champsocephalus
- Channichthys
- Chionobathyscus
- Chionodraco
- Cryodraco
- Dacodraco
- Neopagetopsis
- Pagetopsis
- Pseudochaenichthys